# Paracoccus latebrosus
Paracoccus latebrosus är en insektsart som beskrevs av De Lotto 1975. Paracoccus latebrosus ingår i släktet Paracoccus och familjen ullsköldlöss. Inga underarter finns listade i Catalogue of Life.